# Songs of Travel

Songs of Travel (Chants du voyage) et autres versets est un livre de poésie de Robert Louis Stevenson .
Il explore les thèmes éternels de l'auteur, les voyages et l'aventure. Le travail conquit un nouveau public quand il fut mis en musique par Ralph Vaughan Williams.

## Liste des poèmes mis en musique
1. The Vagabond
2. Let Beauty Awake
3. The Roadside Fire
4. Youth and Love
5. In Dreams
6. The Infinite Shining Heavens
7. Whither Must I Wander
8. Bright is the Ring of Words
9. I Have Trod the Upward and the Downward Slope

## Édition française
- Chants du voyage, éd. bilingue, Les Belles Lettres, 1999.